# Saint-Ost
Saint-Ost è un comune francese di 85 abitanti situato nel dipartimento del Gers nella regione dell'Occitania.

## Società

### Evoluzione demografica
Abitanti censiti